# Garessio
Garessio (Garèss in piemontese, Garesce  in ligure, scritto anche Garéshe nel dialetto locale, Garesci in genovese) è un comune italiano di 2 834 abitanti della provincia di Cuneo in Piemonte.

## Geografia fisica
Il territorio comunale è diviso dallo spartiacque padano-ligure delle Alpi (gli Appennini iniziano convenzionalmente al Passo o Colle di Cadibona, in provincia di Savona, sopra Altare), diviso dal Colle San Bernardo (957 m).
Le frazioni di Cerisola e Le Volte infatti si trovano al di là dello spartiacque padano e hanno collegamenti regolari con Albenga. Il colle del Quazzo lo collega con Calizzano, in Val Bormida. Il capoluogo si trova nei pressi del fiume Tanaro ed è dominato dal monte Pietra Ardena.

## Storia

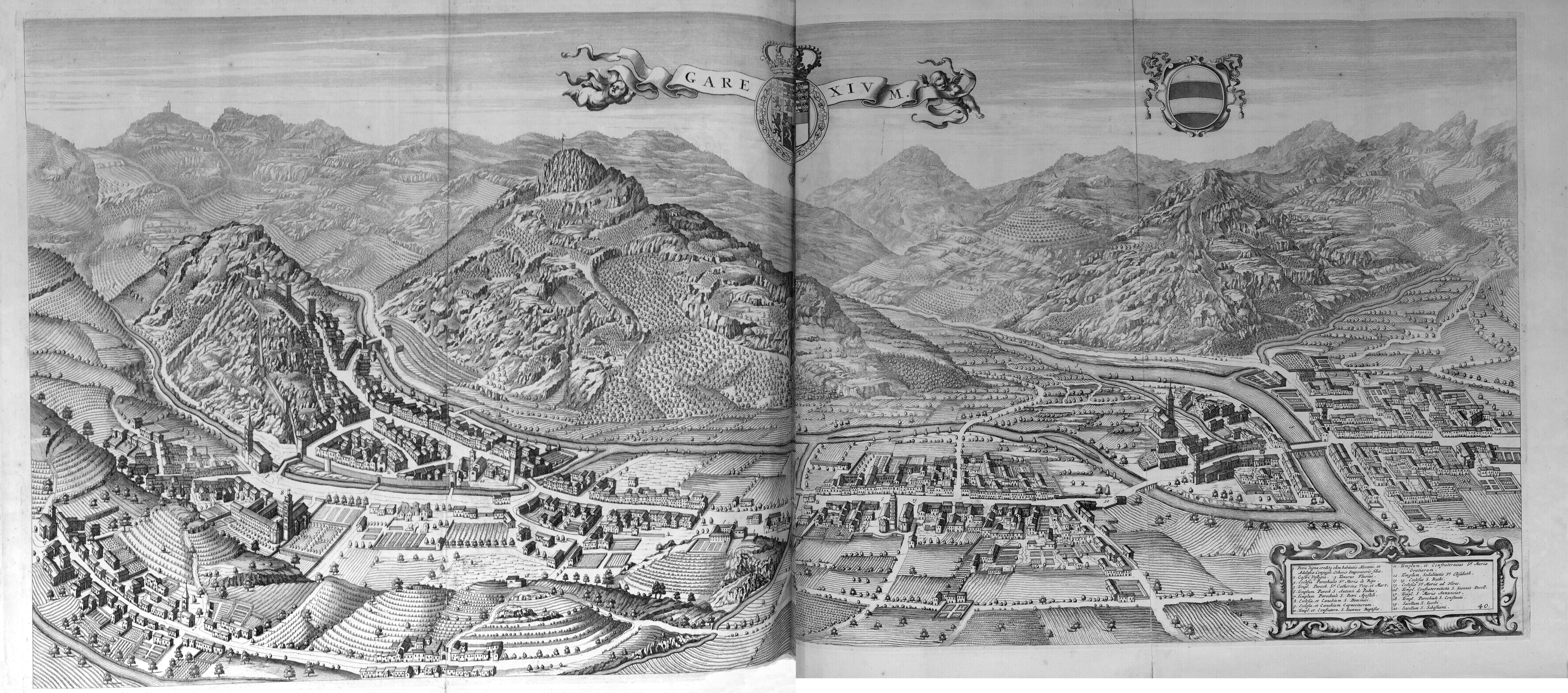
Garexium in una pubblicazione del 1726

ll nome di Garessio (Garexium, da "garricus" = terreno incolto con il suffisso "esce" = luogo di passaggio) è forse attestato per la prima volta in un atto pubblico del 1064.
Già gli uomini della pietra vivevano nelle numerose grotte, tra le quali le più importanti per i reperti ritrovati sono quelle del Gray e di Valdinferno. La zona fu poi popolata da Liguri montani e dai Bagienni che diedero filo da torcere ai Romani della tribù Publilia collegata al Municipium di Albenga. Di questa fase romana ci restano molte testimonianze: le lapidi di Trappa, di Mindino, una tomba con vasi fittili, la testata del ponte romano di Piangranone, ecc.
Verso la fine del secolo X viene costituita la Marca Aleramica, secondo la nuova divisione dell'Italia fatta da Berengario II verso il 950.
La religione cristiana, già diffusa in Garessio, come testimoniano i resti dell'antichissima Pieve di San Costanzo, edificata su un sacello romano, ebbe una nuova fioritura dopo il Mille grazie alla nascita di chiese e monasteri.
Dopo alterne vicende, Garessio passa sotto il marchesato di Ceva.
Garessio dovette subire, nel corso dei secoli, numerose tristi vicende, pestilenze, saccheggi, distruzioni ad opera dei Genovesi, Francesi, Spagnoli sino al passaggio delle truppe napoleoniche verso il 1794, portanti sì la libertà, ma anche morte e rovina.
Nel 1814 Garessio ritornò sotto i Savoia e ne divise le sorti, prima con il regno Sardo-Piemontese e poi, attraverso le guerre del Risorgimento, con il Regno Unito d'Italia.
Nel 1903 venne istituita la prima linea extraurbana con autobus d'Italia che collegava Garessio a Ventimiglia .
Garessio è tra le Città decorate al Valor Militare per la Guerra di Liberazione perché è stata insignita della Medaglia di Bronzo al Valor Militare per i sacrifici delle sue popolazioni e per la sua attività nella lotta partigiana durante la seconda guerra mondiale.
Nel novembre 1994 la cittadina ha subito pesanti danni, specie al Borgo Ponte, a causa di una violenta alluvione causata dal fiume Tanaro e da alcuni suoi piccoli affluenti; già nel 1744 un'alluvione altrettanto disastrosa aveva ridotto in cattive condizioni la chiesa parrocchiale del Ponte posta nell'attuale Piazza Marconi, la quale fu abbandonata e ricostruita poi sull'altra sponda, più lontano dal fiume.
Frazione di Garessio è Valdinferno; pare che il nome sia stato attribuito da Napoleone Bonaparte il quale, avendo dovuto attraversare la valle in direzione della Francia in pieno inverno, l'abbia appunto nominata Valle d'Inferno a causa forse delle torbiere che avrebbe visto bruciare nella valletta dove sorge la frazione oppure per il suo clima particolarmente freddo. Nella frazione ha abitato fino alla fine del 2008, tutto l'anno, una sola persona, un reduce del fronte russo, Armando Sereno che fece un particolare voto alla Madonna: se fosse tornato vivo dalla guerra, non sarebbe mai più andato via da Valdinferno, e così è stato (egli è deceduto il 20 marzo 2009 all'età di 88 anni).

### Simboli
Con decreto emanato a Firenze, allora capitale del Regno, e datato 25 agosto 1870, fu concesso al Comune di Garessio da re Vittorio Emanuele II il titolo di città, con diritto di portare l'antico stemma marchionale:

### Onorificenze
Garessio è tra le città decorate al valor militare per la guerra di liberazione, insignita della medaglia di bronzo al valor militare per i sacrifici delle sue popolazioni e per l'attività nella lotta partigiana durante la seconda guerra mondiale:

### Monumenti e luoghi d'interesse

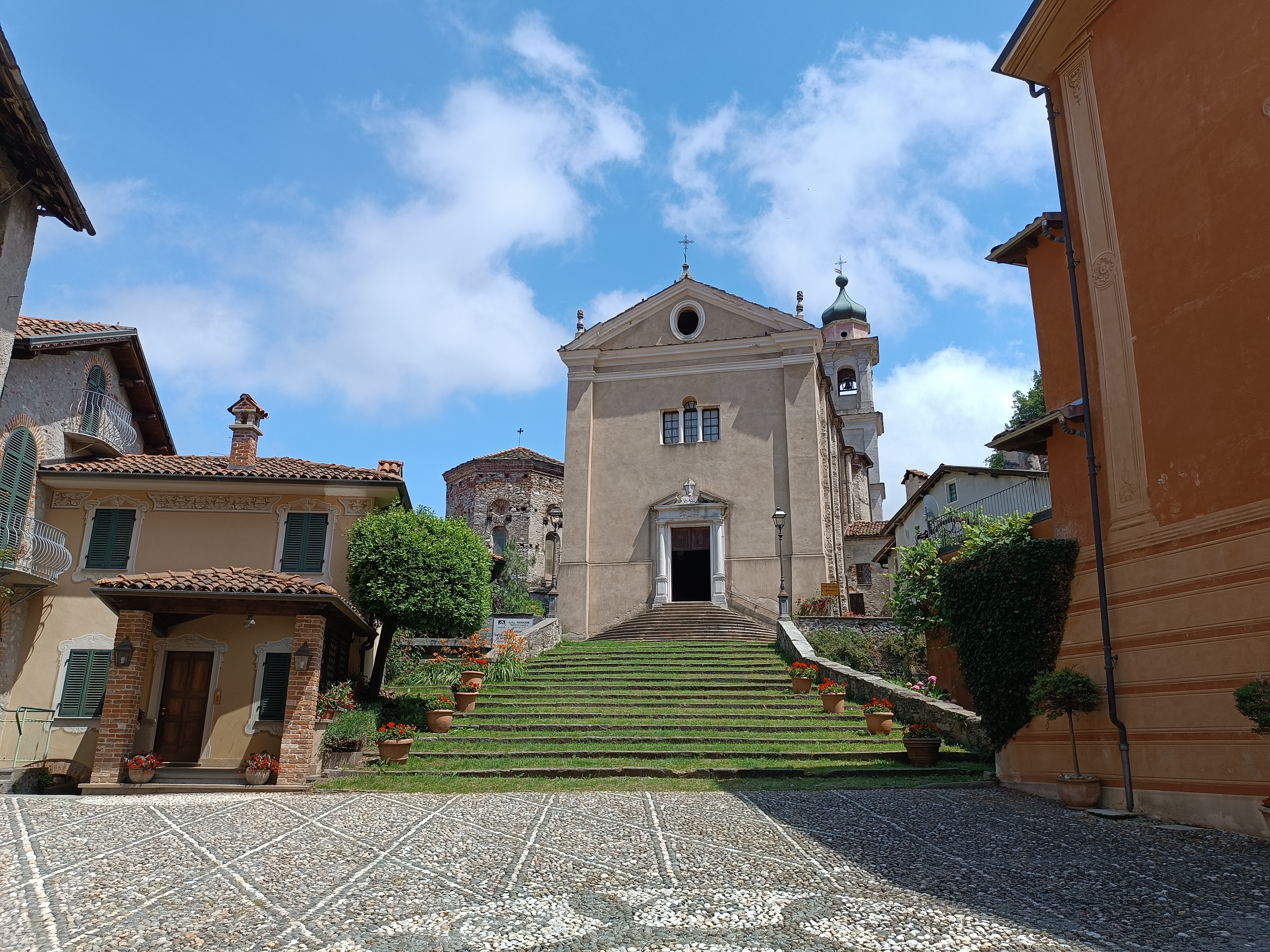
Chiesa di San Giovanni

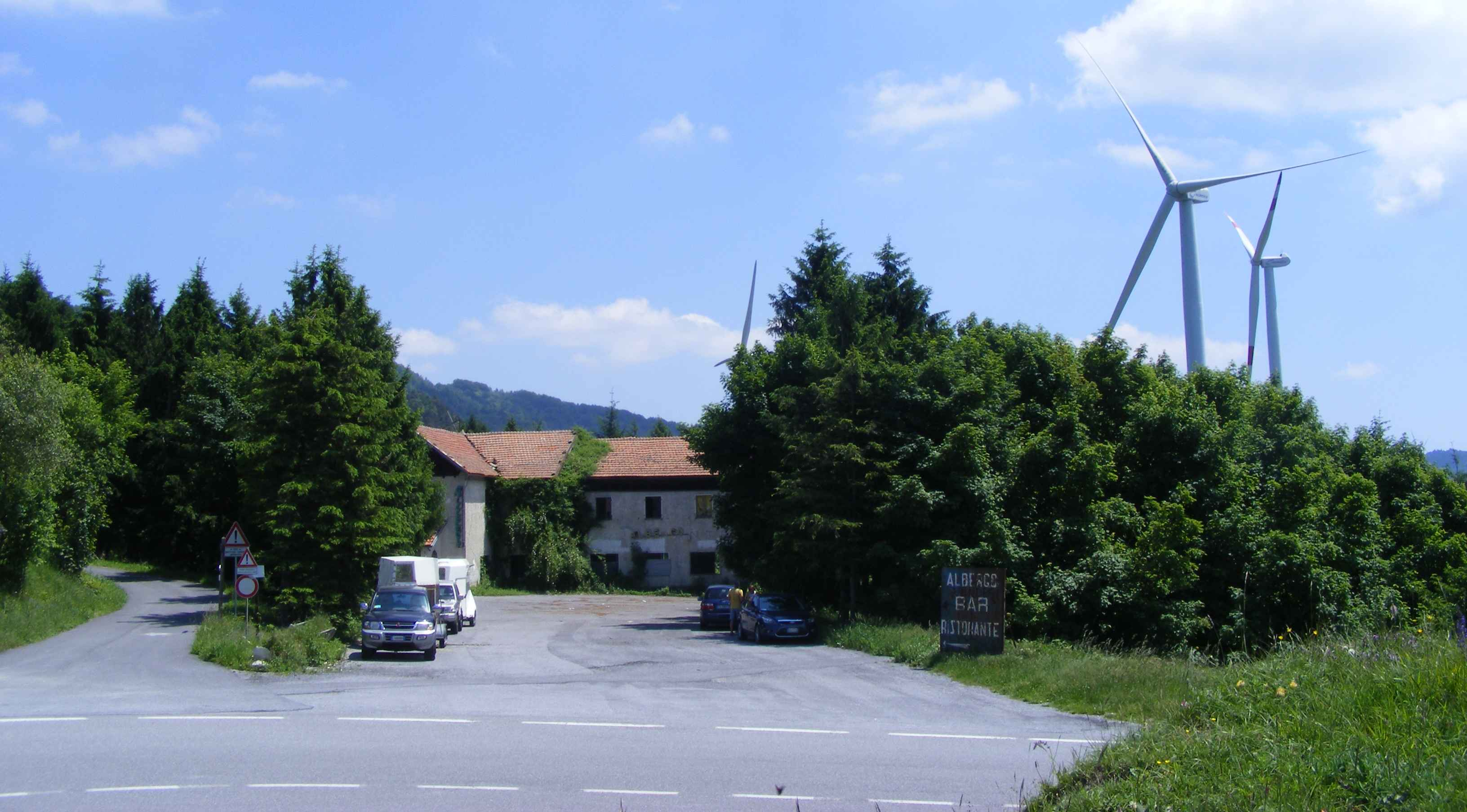
Colle San Bernardo

In città si può visitare il centro storico, diviso in tre borgate: Ponte, Poggiolo e Maggiore, quest'ultima appare come la più antica della città, ma questa è invece il Ponte, dove sorge una Pieve di San Giovanni, ora diventata un negozio di fiorista, già citata come «nelle vicinanze del Tanaro», ad un centinaio di metri, mentre il borgo Maggiore è invece a due chilometri, dalla donazione cosiddetta di Toirano che Carlo Magno fece, nell'ottavo-nono secolo, al monastero di Varatella , mentre una quarta borgata è Valsorda, sede di un santuario mariano.
 Garessio è ricco di antiche e monumentali chiese (alcune del Gallo) e sono visibili costruzioni medioevali. Nei pressi della frazione Barchi di Ormea, quasi sul confine comunale, su uno sperone roccioso si trova la cosiddetta Torre dei Saraceni, di probabile origine bizantina.
Oltre il Colle di Casotto sorge l'omonimo castello di villeggiatura e di caccia dei Savoia che si è sviluppato sul sito di una certosa del XII secolo, una delle prime in Italia, fondata da san Brunone. La costruzione fu trasformata su progetto di Vittone, nel 1800, unendo al carattere di semplicità quello della monumentalità. La trasformazione in castello avvenne con i re Carlo Alberto e Vittorio Emanuele II, grandi appassionati di caccia. Mentre quest'ultimo vi villeggiava con i fratelli cui accudiva dopo la morte alla madre, la principessa Clotilde vi ricevette la notizia che per ragioni di Stato doveva andar sposa al fratello dell'imperatore Napoleonne III di Francia. Nel castello, restaurato dalla Regione Piemonte, visitabile, si trovano gli arredi delle stanze, tra cui il salotto verde e l'ampia camera della musica. Recenti scavi archeologici condotti dal politecnico di Torino hanno fatto emergere le fondamenta e, forse, le cantine della certosa quattrocentesca oltre a un cimitero di frati.
Garessio è dotata di un ricco Archivio storico (fra i pezzi più interessanti il quattrocentesco Libro della Catena con gli Ordinati medioevali della Comunità garrexina, copia di un precedente più antico), di un Museo Civico dedicato all'Archeologia e alle Scienze della Terra, di una Pinacoteca Civica «Colmo» (fondata nel 1970, riaperta nel 2004, espone 150 opere di Eugenio Colmo, Giovanni Colmo, Paulucci, Lattes, Cappellin, Mario Giugiaro, Morscio, Zumino, Decalage, West) e di una biblioteca ricca di volumi e dedicata al commediografo Camillo Federici. Le quattro istituzioni culturali sono collocate nello stesso edificio della biblioteca.
Nel 1990, il poeta garessino Gian Paolo Canavese vi fondò il Museo della Poesia, accogliendo liriche giunte da ogni parte del mondo (oltre che da tutta l'Italia, anche da Francia, Svizzera, Stati Uniti d'America, Australia), per un totale di oltre cinquecento poeti.

## Società

### Evoluzione demografica
Negli ultimi sessanta anni, a partire dal 1961, la popolazione residente è dimezzata.
Abitanti censiti

### Etnie e minoranze straniere
Secondo i dati Istat al 31 dicembre 2017, i cittadini stranieri residenti a Garessio sono 272, così suddivisi per nazionalità, elencando per le presenze più significative:
1. Albania, 122
2. Romania, 43
3. Moldavia, 25

## Cultura
Il dialetto locale afferisce al gruppo delle parlate liguri con parecchi apporti piemontesi e un substrato lessicale anche occitano, mentre secondo Bernardino Biondelli, nel saggio «Sui dialetti gallo-italici» del 1853, apparterrebbe a quelli di passaggio dal dialetto monferrino ai liguri.

### Tradizioni e folclore
A Garessio si svolge nell'oratorio di San Giovanni Decollato al Borgo Maggiore, con cadenza quadriennale/quinquennale, la Sacra Rappresentazione pasquale del Mortorio. La forma scenica, nella struttura principale, risale, come attestato dai documenti storici e dagli ordinati dell'omonima Confraternita, alla metà del settecento (1750 o 1751), benché tragga origine dalle processioni penitenziali tardo-medioevali introdotte dalle locali confraternite di battuti, poi unificatesi all'inizio del 1600. Il Mortorio è costituito da una recita della deposizione, a cui partecipano vari personaggi evangelici, alternata da parti recitate e parti cantate dagli angeli maggiori e dagli angeli dei misteri. Dopo la II guerra mondiale furono introdotti alcuni quadri preparatori tratti dal testo evangelico narranti gli episodi antecedenti la crocifissione e la morte di Gesù. In origine e sino ai primi anni del Novecento tutti i personaggi, anche quelli femminili, erano interpretati da ragazzi e da uomini.
Le processioni mortoriali che seguono la sacra rappresentazione, hanno luogo nella serata del venerdì santo lungo le vie del Borgo Maggiore, e nella serata del Sabato Santo lungo le tre borgate, Borgo Maggiore, Borgo Poggiolo, Borgo Ponte, con partenza dal suggestivo oratorio di San Giovanni Decollato nel Borgo Maggiore. Alla processione del sabato, detta del Cristo risorto, che un tempo era effettuata all'alba della domenica di Pasqua, partecipano tutti i personaggi della recita.
A Garessio si svolgeva fino all'anteguerra la Festa dell'Abao, una sorta di bahío occitana o, piuttosto, il ricordo di quando sulla piazza l'abao, una sorta di giudice popolare, dirimeva le questioni sorte fra popolo e signori.
Dal 1967 si svolge la tradizionale Carrera Saracina, corsa con carretti biposto a spinta, che dal 2012 è stata inserita all'interno del Palio delle Borgate.

### Specialità gastronomiche
I garessini sono dolcetti morbidi e pastosi al cacao e nocciole simili a meringhe.

## Geografia antropica
Il capoluogo è diviso in quattro nuclei abitati principali:
- il Borgo Maggiore, il centro storico vero e proprio ove è sito il Municipio
- il Poggiolo, nei cui pressi si trova il parco delle Fonti San Bernardo
- Borgo Ponte, il centro abitato a cavallo del fiume Tanaro, un tempo collegato dal Ponte Odasso ora demolito a seguito dell'alluvione del 2020
- Valsorda, a monte di Poggiolo e Borgo Ponte, in cui si trova l'omonimo Santuario

## Amministrazione
| Periodo | Periodo   | Primo cittadino    | Partito      | Carica  | Note |
| ------- | --------- | ------------------ | ------------ | ------- | ---- |
| 1995    | 1999      | Fausto Sciandra    | lista civica | sindaco |      |
| 1999    | 2004      | Luigi Sappa        | lista civica | sindaco |      |
| 2004    | 2009      | Valeria Anfosso    | lista civica | sindaco |      |
| 2009    | 2014      | Renato Chinea      | lista civica | sindaco |      |
| 2014    | 2019      | Sergio Di Steffano | lista civica | sindaco |      |
| 2019    | 2024      | Ferruccio Fazio    | lista civica | sindaco |      |
| 2024    | in carica | Luciano Sciandra   | lista civica | sindaco |      |

### Altre informazioni amministrative
Il comune ha fatto parte della Comunità montana Alto Tanaro Cebano Monregalese e dell’Unione Montana Alta Val Tanaro ed è attualmente membro dell'Unione Montana Valli Tanaro e Casotto.

## Economia
Sul Colle San Bernardo posto sulla strada per la vicina Liguria sono stati installati 5 generatori eolici di notevole dimensioni, già visibili dal lungo rettilineo che provenendo da Ceva conduce nel centro del paese. Essi sarebbero in grado di soddisfare il fabbisogno energetico di più di trentamila abitazioni civili.
Ma Garessio ha alle spalle una lunga tradizione di sviluppo industriale e tecnologico. Per citare solo le attività principali c'è stata la «Vetreria Polti-Campioni-Venini», iniziata nel 1825 (anzi qualche anno prima alla Certosa di Casotto) e chiusa un secolo dopo, favorita nel suo sviluppo dall'arrivo della ferrovia. Poi la «Ledoga», che era attiva nella produzione del tannino per la concia delle pelli, in seguito voltasi alla produzione di farmaci. E ancora l'Acqua San Bernardo (sorgente originale sul colle omonimo). Nel secondo dopoguerra, grazie anche alla scuola professionale voluta da don Mario Ansaldi al Ponte e dal sindaco Renzo Amedeo, si impiantarono a Garessio alcuni stabilimenti metalmeccanici. Non mancò in passato una filanda a Trappa, una fabbrica di mattoni e di calce (sempre a Trappa), segherie, una lavorazione di perle, un'altra di biancheria intima, piccole aziende di pasta fresca, un biscottificio, un caseificio e altro ancora.
Altro settore economico rilevante per Garessio è stato, specie nel secondo dopoguerra, quello turistico-alberghiero, con prestigiosi hotel - primo fra tutti il «Miramonti» sorto negli anni Trenta -, pensioni, locande e ristoranti vari.
Il territorio comunale ospita inoltre nella zona del Colle di Casotto e del Monte Berlino la stazione sciistica di Garessio 2000.
A Garessio inoltre è presente uno stabilimento Chimico-farmaceutico di ex proprietà del gruppo Francese Sanofi, ora proprietà del gruppo bulgaro Huvepharma.

### Gemellaggi
- Barjols